# Шаган (приток Иртыша)
Шага́н (устар. Чаган) — река в Абайской области Казахстана, левый приток Иртыша.
Длина реки — 295 км; площадь бассейна — 25,4 тыс. км².
Течёт в пределах Казахского мелкосопочника. Питание в основном снеговое. Средний расход воды — около 1,02 м³/с. В верховье сток только в половодье (с мая по июнь); в низовье также пересыхает, разбиваясь на отдельные плёсы. Замерзает в ноябре, вскрывается в начале апреля. Приток справа — Ащысу.

## Название
Название монгольского (калмыцкого, джунгарского, ойратского) происхождения, означает «белая» (монг. Цагаан). Название стоит в одном «цветовом» ряду с наименованиями ряда других левых притоков Иртыша (вверх по течению): Чар (от монгольского «шар» — «жёлтая»), Кызылсу (в переводе с казахского «красная вода»).